# Postgasse (Bern)

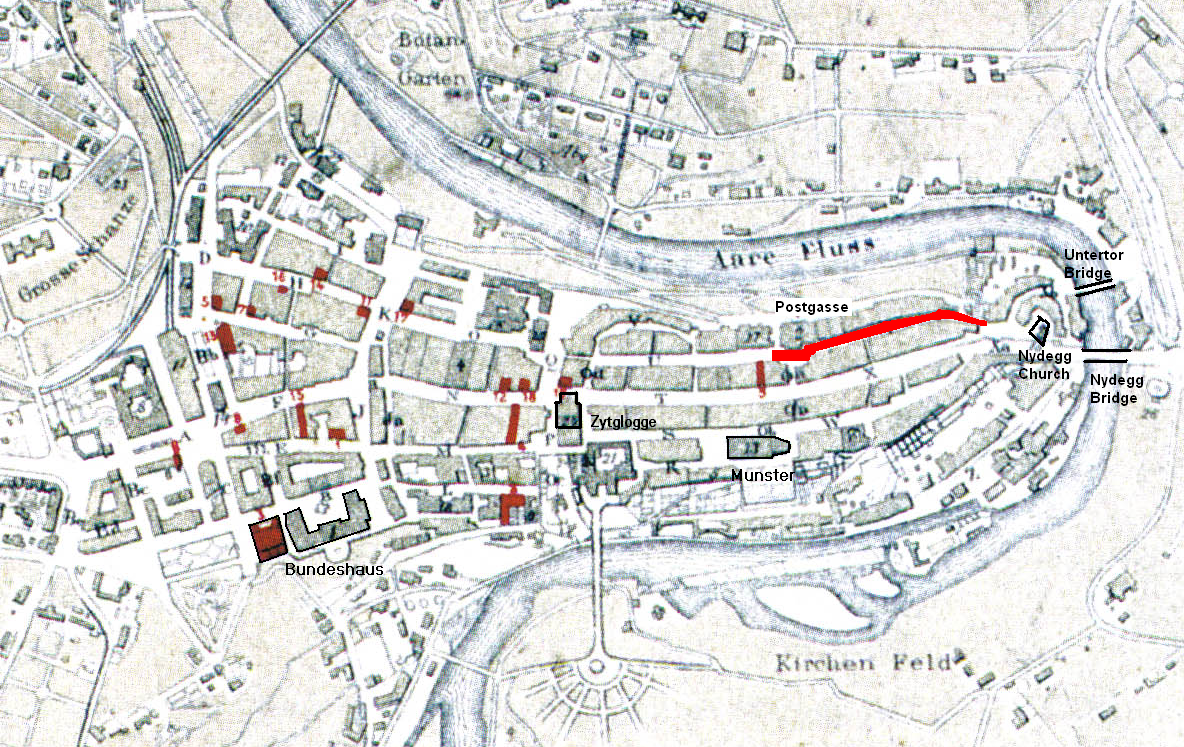
Bern, Postgasse

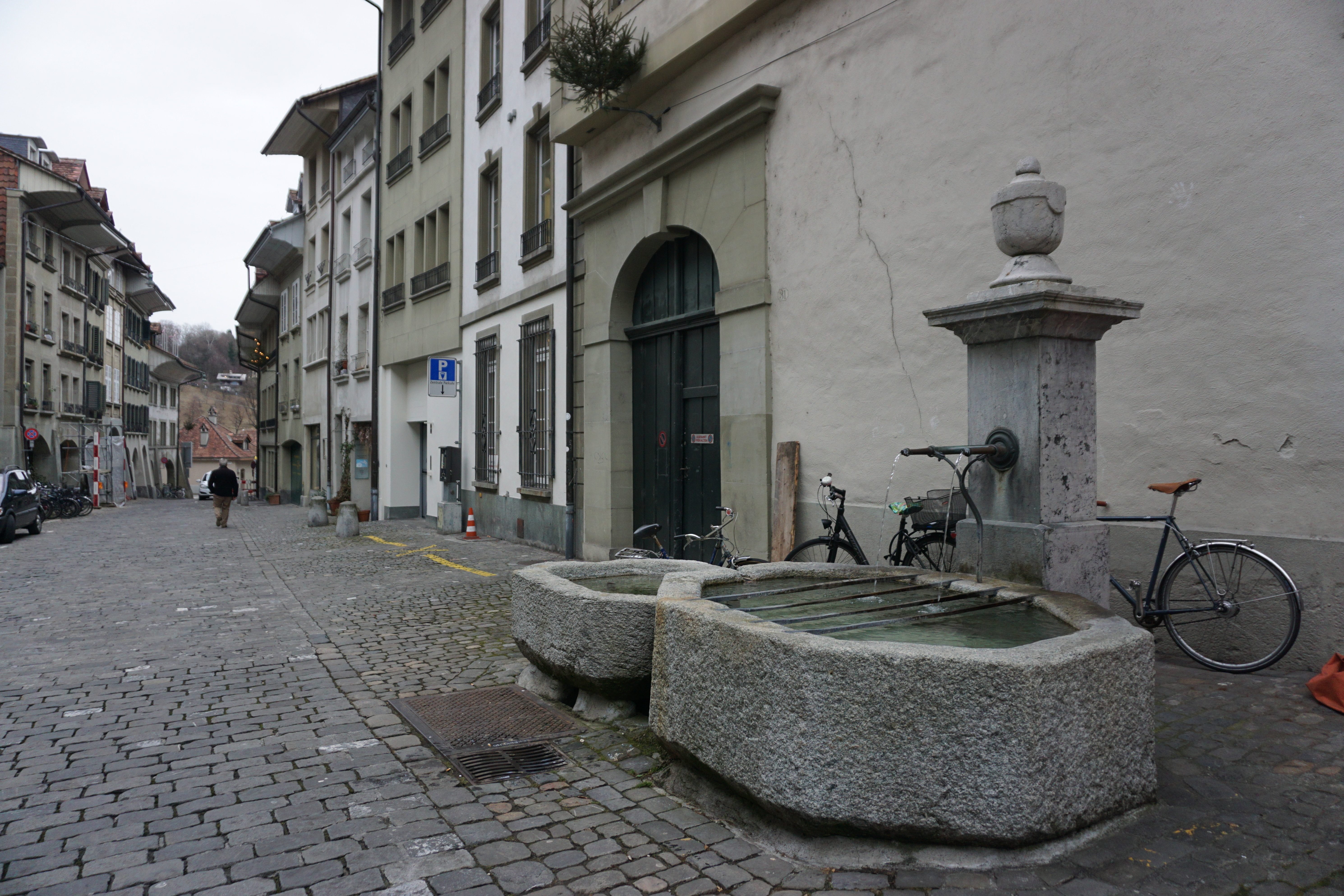
Untere Postgasse mit Maybrunnen (2017)

Die Postgasse bildet einen Teil der UNESCO-geschützten Berner Altstadt und besteht seit der Stadtgründung unter verschiedenen Namen.

## Lage
Die Postgasse befindet sich in der unteren Altstadt von Bern. Sie beginnt im Süden am Nydeggstalden, führt über die Postgasshalde und setzt sich westlich vor dem Berner Rathaus nach der querverlaufenden Kreuzgasse als Rathausgasse fort. Das Antoniergässchen verbindet bei Nr. 43 die Postgasse mit der parallel verlaufenden Gerechtigkeitsgasse. Die Postgasse ist knapp 290 Meter lang.

## Geschichte
Ab 1300 waren die heutige Rathausgasse und Postgasse als Hormannsgasse oder Hormatsgasse bekannt. Die namengebende Familie Hormann lebte von 1224 bis 1326 in Bern. Seit 1619 war der obere Teil als Metzgergasse bekannt, sie wurde 1971 vom Gemeinderat zur Rathausgasse umbenannt. Der untere Teil wurde 1798 erstmals Postgasse genannt. Während die benachbarte Gerechtigkeitsgasse mit der Marktgasse vor allem dem Marktgeschehen diente, wurde die Hormannsgasse, als 1675 im Haus Nr. 64/66 die Fischer’sche Post einzog, zur Hauptverkehrsstrasse. In der Folge entstand der ab 1798 offizielle neue Name, der allerdings erst um 1870 üblich wurde. Am unteren Ende befand sich seit 1249 bis ins 15. Jahrhundert die Stettmühle, auch Schutzmühle genannt, die über eine Brücke mit der Hormannsgasse verbunden war. Ihr Wasserrad wurde von der durch die Gasse führenden Nebenleitung des Stadtbachs angetrieben. Bis ins ausgehende 14. Jahrhundert hatte das Rittergeschlecht von Burgistein an der oberen Sonnseite ein ansehnliches Sässhaus. Nach dem Tod von Konrad von Burgistein übernahm die Stadt das Erbe seiner Schwester Elisabeth und baute dort 1405 das Rathaus.

## Häuser
Weil seit 1384 die Postgasse, gleich wie die Metzger- und die Brunngasse, von Grossbränden verschont blieb, hat sich vorbarocke Bausubstanz zum grösseren Teil erhalten. Die Häuser der Staatskanzlei Nr. 68 und 70, mit der breiten, laubenlosen Fassade, wurden 1851 neu erbaut und waren bis 1733 eine Dépendance des Gasthofs Krone gegenüber. In den anschliessenden Häusern Nr. 64 und 66 der ehemaligen Fischerpost, die als Schweizer Kulturerbe von nationaler Bedeutung (A-Objekte) unter KGS-Nr. 9193 verzeichnet sind, befindet sich die Berufsfachschule des Detailhandels in Bern. Das nächste Gebäude in der Reihe ist die 1494 erbaute Antoniterkirche, eine Krankenhauskirche der Hospitalbrüder des hl. Antonius. Sie wurde an der Stelle einer Kapelle von 1444 gebaut und 1505 fertiggestellt. In der Zeit seit der Reformation bis 1939 wurde das Haus zu verschiedensten profanen Zwecken verwendet. Erst nach der Renovierung ab 1940 konnte die Kirche wieder als Münsterkirchgemeindehaus genutzt werden. Seit 1956 ist darin die evangelisch-lutherische Kirchengemeinde Bern, und seit 1944 befindet sich im Untergeschoss die Kapelle der Russisch-orthodoxen Gemeinde. Die Antonierkirche ist in der Liste der Kulturgüter von regionaler Bedeutung im Kanton Bern (B-Objekte) unter KGS-Nr. 682 aufgeführt.
Im Gegensatz zur Sonnseite verfügt die Häuserfront der Schattseite nicht durchgehend über Lauben, weil es sich dort meist um die Rückseite der Anwesen an der Gerechtigkeitsgasse handelt. Die Doppelfassade des 1733 von Daniel Stürler als Sässhaus erworbenen Hotels Krone Nr. 59 liess 1851 der neue Besitzer mit den Aussenfronten zur gegenwärtigen Gestalt umbauen.

## Brunnen
Im Ostteil des Hauses Nr. 68 führt das Lenbrunnengässli, ein gewölbter Durchgang zum Lenbrunnen, einem der ältesten Sodbrunnen der Stadt. Ein weiterer Brunnen, der Kronenbrunnen mit der dauerhaften Installation des Künstlers Carlo E. Lischetti, steht auf dem Platz davor. Weiter unten vor Haus Nr. 31 steht seit Mitte des 19. Jahrhunderts der Maybrunnen.